# Micraxylia transfixa
Micraxylia transfixa là một loài bướm đêm trong họ Noctuidae.